# Patrilinearità
Un sistema patrilineare comporta il passaggio da padre a figlio maschio delle proprietà, del nome e dei titoli.
Non in tutte le culture i vincoli di sangue danno luogo, e in egual modo, a vincoli familiari e di parentela.
Nella società patrilineare è il sesso maschile quello scelto come elemento che struttura la parentela, quindi si acquisisce appartenenza al gruppo parentale tramite il padre.

## Discendenza
La discendenza agnatizia consiste nel passaggio del titolo nobiliare dal padre al maggiore dei figli maschi viventi. Questo criterio è alla base della legge salica molto antica, originata dai costumi delle popolazioni barbare europee e adottato da diverse monarchie fino al XX secolo. Solo i maschi primogeniti possono succedersi al titolo o sul trono.  
Se in mancanza di un maschio si accetta come legittima erede del titolo una femmina, avremo una successione semi-salica, cioè viene utilizzata eccezionalmente una successione secondo un criterio di matrilinearità al fine di evitare l'estinzione di una determinata famiglia (in genere regnante); la monarchia inglese adotta questo sistema di successione che ha una certa similitudine ai criteri ereditari adottati nella antica cultura latino-bizantina. Anche nel medioevo in alcuni casi è stata preferita la successione materna come è avvenuto in Spagna nel compromesso di Caspe.